# De Haan
De Haan (francès Le Coq) és un municipi belga de la província de Flandes Occidental a la regió de Flandes.

## Seccions
| #          | Nom                                                                | Extensió (km²) | Població (2007)       |
| ---------- | ------------------------------------------------------------------ | -------------- | --------------------- |
| I (IV) (V) | Klemskerke - Klemskerke-Dorp - De Haan-Centrum (deels) - Vosseslag | 20,66          | 6.141 557 3.867 1.717 |
| II (IV)    | Vlissegem - Vlissegem-Dorp - De Haan-Centrum (deels)               | 16,66          | 2.033 681 1.352       |
| III (VI)   | Wenduine - Wenduine - Harendijke                                   | 4,85           | 4.003                 |

Font: http://www.dehaan.be

## Localització

Mapa de De Haan

| - a. Blankenberge - b. Uitkerke (Blankenberge) - c. Nieuwmunster (Zuienkerke) - d. Houtave (Zuienkerke) - e. Stalhille (Jabbeke) - f. Ettelgem (Oudenburg) - g. Oudenburg - h. Bredene |